# Aguelmame Sidi Ali
Pour les articles homonymes, voir Sidi Ali.
Aguelmame Sidi Ali (en berbère : ⴰⴳⵍⵎⴰⵎ ⵏ ⵙⵉⴷⵉ ⵄⵍⵉ ; en arabe : أكلمام سيدي علي) est un lac marocain qui se situe dans la province de Midelt, juste à la frontière de la province de Khénifra en plein cœur du Moyen Atlas. Il fait partie du parc national de Khénifra et d'Ifrane.
Sa superficie est de 337 hectares et sa profondeur est d'environ 43 mètres,.
En pleine forêt de cèdres, il présente un paysage de ressemblance préalpine. Il est situé environ 2 075 m d'altitude, formé d'un massif de roches volcaniques, au cœur du Moyen Atlas, à 25 km du centre de la ville d'Itzer et à 55 km au sud-est d'Azrou par la route de Midelt après Timahdite. Le lac est dominé par le bord du djebel Sidi Ali qui culmine à 2 395 m (djebel Bouyizane). L'autre rive du lac est bordée par une grande plaine marécageuse (Ta’nzoult) arrosée par des sources et ruisseaux. La végétation dominante est le Juncus, le Rumex, une sorte d'algue, le Scirpus. Ce site s'étend sur aire d'environ 1 750 ha. La pluviométrie annuelle moyenne est de 1 100 mm.
Le lac tire son nom d’un marabout installé sur sa rive Est. Truites, carpes, perches et gardons y font le bonheur des pêcheurs. Sur les pentes en partie boisées qui l’entourent, des plaques de neige subsistent jusqu’au printemps, et les pâturages y attirent en été les pasteurs Beni M'guild.

## Tourisme
Une politique d'investissement s'avère nécessaire pour promouvoir l'écotourisme national pour passer ensuite au tourisme international en encourageant l'ecotourisme.
En outre, le lac et la région risqueront à moyen termes de disparaître du fait des fortes pressions exercées sur cette contrée du Moyen Atlas et plus particulièrement la dynamique des populations qui engendrera un déséquilibre écologique et par conséquent une déforestation outre les facteurs suivants :
- manque de précipitations ;
- exploitation abusive du patrimoine forestier, dont l'impact conduirait à l'hécatombe ;
- pastoralisme intensif.

### Localisation
- Coordonnées :
  - Latitude : 33°04'  841N
  - Longitude : 4° 59' 621' W
- Altitude : 2112 m
- Superficie : 400 ha
- Profondeur : 36 m

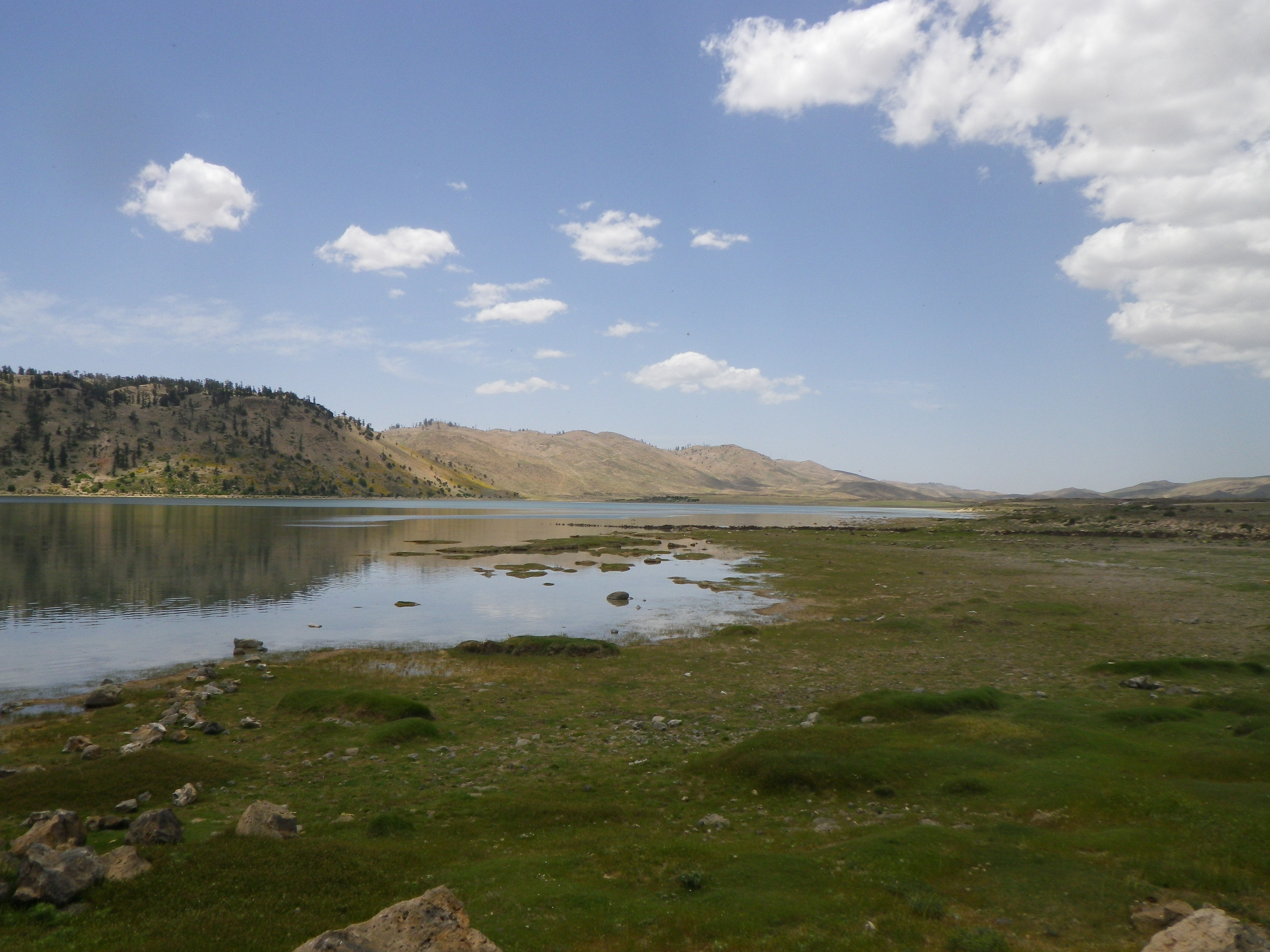
Vue partielle du lac au printemps 2012

- Références des cartes : 1/100 000 -
- Province administrative : Province deMidelt
- Centre administratif proche : Village Timahdit
- District forestier :
- Région biogéographique : n° - Moyen Atlas central

### Statut

#### Système foncier
Domaine public

#### Usages
Parcours.

#### Classement
Site RAMSAR depuis le 15 janvier 2005.

### Bioclimats et milieu physique

#### Caractéristiques bioclimatiques
Supraméditerranéen subhumide à hiver froid.

#### Caractéristiques physiques
C'est un étang eutrophe.
La température de l'eau varie en fonction des saisons et peut aller jusqu'à -9 °C.

### Qualités bioécologigues

#### Flore et végétation
Cèdre

#### Faune et population animales
Peuplement piscicole : Le brochet, la perche zébrée, le gardon et la carpe

#### Écosystèmes et milieux
tadorne casarca
Source : observation association marocaine d'ornithologie